# Egy Maulana
Egy Maulana Vikri (ur. 7 lipca 2000 w Medanie) – indonezyjski piłkarz występujący na pozycji pomocnika w występującym na poziomie indonezyjskiej pierwszej klasy rozgrywkowej zespole Dewa United.

## Kariera klubowa

### Kariera juniorska
Grę w piłkę nożną rozpoczął w wieku 6 lat w szkółce piłkarskiej SSB Tasbi Medan, gdzie jednym z jego trenerów był jego ojciec. Jako dwunastolatek został wypatrzony przez skautów ASSBI i zaproszony do wzięcia udziału w turnieju Grassroots Indonesia U-12 Tournament, na którym wywalczył tytuł króla strzelców. W pierwszej połowie 2014 roku występował w barwach SSB Annisa Pratama w Liga Kompas Gramedia U-14. Latem 2014 roku przeniósł się do akademii BLiSPI Bina Sentra z Cirebon, gdzie pozostał przez niespełna 4 miesiące.
Od jesieni 2014 roku trenował w sekcji piłkarskiej SKO Ragunan, skąd był zapraszany na konsultacje szkoleniowe do akademii ASIOP Apacinti oraz klubu Persab Brebes. W lipcu 2016 roku wywalczył w barwach ASIOP Apacinti zwycięstwo w Gothia Cup 2016 w kategorii U-15, wygrywając klasyfikację strzelców i tytuł najlepszego piłkarza turnieju. W grudniu 2016 roku zdobył z Persab Brebes U-17 Soeratin Cup, zostając najlepszym strzelcem, a także według organizatorów najlepszym zawodnikiem rozgrywek.  W 2017 roku The Guardian umieścił go na liście 60 najbardziej utalentowanych młodych piłkarzy na świecie.

### Kariera seniorska
W grudniu 2017 roku odbył testy w AS Saint-Étienne (Ligue 1). W marcu 2018 roku porozumiał się w sprawie trzyletniego kontraktu z Lechią Gdańsk, prowadzoną przez Piotra Stokowca. Umowa weszła w życie po ukończeniu przez niego pełnoletniości. Po przybyciu do klubu rozpoczął grę w zespole rezerw (IV liga). 22 grudnia 2018 zadebiutował w Ekstraklasie w wygranym 4:0 meczu z Górnikiem Zabrze, w którym wszedł na boisko w 82. minucie za Lukáša Haraslína. W lipcu 2019 roku wywalczył z Lechią Superpuchar Polski po zwycięstwie 3:1 nad Piastem Gliwice.

## Kariera reprezentacyjna

### Kariera juniorska
W latach 2013–2015 grał w juniorskich reprezentacjach Indonezji w kategorii U-14 i U-16. W połowie 2016 roku rozpoczął występy w reprezentacji Indonezji U-19. W czerwcu 2017 roku zagrał na Toulon Tournament, na którym otrzymał wyróżnienie dla największego odkrycia turnieju. We wrześniu tego samego roku zdobył tytuły króla strzelców oraz MVP na Mistrzostwach AFF U-19, gdzie Indonezja zajęła 3. miejsce. W listopadzie 2017 roku zaliczył pierwsze spotkanie w kadrze U-23, prowadzonej przez Luisa Millę. W 2018 roku wystąpił w kolejnej edycji Mistrzostw AFF U-19, gdzie ponownie zajął ze swoją reprezentacją 3. lokatę, a następnie na Mistrzostwach Azji U-19, na których Indonezja odpadła w ćwierćfinale.

### Kariera seniorska
2 grudnia 2017 zadebiutował w seniorskiej reprezentacji Indonezji w wygranym 4:0 nieoficjalnym meczu z Brunei w ramach 2017 Aceh World Solidarity Tsunami Cup. 14 stycznia 2018 zanotował oficjalny debiut w przegranym 1:4 towarzyskim spotkaniu przeciwko Islandii w Dżakarcie.

## Statystyki

### Klubowe
(aktualne na dzień 31 sierpnia 2021)
| Klub               | Sezon              | Liga               | Liga  | Liga   | Puchar kraju | Puchar kraju | Suma  | Suma   |
| Klub               | Sezon              | Liga               | Mecze | Bramki | Mecze        | Bramki       | Mecze | Bramki |
| ------------------ | ------------------ | ------------------ | ----- | ------ | ------------ | ------------ | ----- | ------ |
| Lechia Gdańsk      | 2018/19            | Ekstraklasa        | 2     | 0      | 0            | 0            | 2     | 0      |
| Lechia Gdańsk      | 2019/20            | Ekstraklasa        | 1     | 0      | 1            | 0            | 2     | 0      |
| Lechia Gdańsk      | 2020/21            | Ekstraklasa        | 7     | 0      | 0            | 0            | 7     | 0      |
| Lechia Gdańsk      | Ogólnie            | Ogólnie            | 10    | 0      | 1            | 0            | 11    | 0      |
| FK Senica          | 2021/22            | Fortuna Liga       | 0     | 0      | 0            | 0            | 0     | 0      |
| FK Senica          | Ogólnie            | Ogólnie            | 0     | 0      | 0            | 0            | 0     | 0      |
| Ogólnie w karierze | Ogólnie w karierze | Ogólnie w karierze | 10    | 0      | 1            | 0            | 11    | 0      |

### Reprezentacyjne
(aktualne na dzień 1 grudnia 2019)
| Reprezentacja | Rok     | Mecze | Bramki |
| ------------- | ------- | ----- | ------ |
| Indonezja     | 2018    | 1     | 0      |
| Indonezja     | Ogólnie | 1     | 0      |

| 1. | 14.01.2018 | Dżakarta, Indonezja | Islandia | 1:4 |  | Mecz towarzyski |

## Sukcesy

### Indonezja U-19
- 3. miejsce na Mistrzostwach AFF U-19 2017
- 3. miejsce na Mistrzostwach AFF U-19 2018

### Lechia Gdańsk
- Puchar Polski (1×): 2018/2019
- Superpuchar Polski (1×): 2019

### Indywidualne
- Najlepszy piłkarz Mistrzostw AFF U-19 2017
- Król strzelców Mistrzostw AFF U-19 2017 (8 goli)

## Życie prywatne
Urodził się w 2000 roku w Medanie na Sumatrze jako drugie z trojga dzieci Syarifudina (ur. 1968) i Aspiyah (ur. 1972). Ma starszego brata Yusrizala Muzakkiego (ur. 1995) i młodszą siostrę Afifah Tahirah (ur. 2009). Jego ojciec i brat również grali w piłkę nożną na profesjonalnym poziomie, występując w klubach II ligi indonezyjskiej.